# Ригли, Уильям
Уи́льям Миллз Ри́гли — младший (англ. William Mills Wrigley Jr. ; 30 сентября 1861 — 26 января 1932) — американский предприниматель, основатель компании William Wrigley Jr. Company, которая под его руководством стала одним из лидеров на рынке жевательной резинки в США.

## Биография
Родился 30 сентября 1861 года в городе Филадельфия. Его отец был мелким промышленником и предпринимателем, производил мыло. Уильям Ригли с юных лет помогал отцу в бизнесе, продавая товар на улицах Филадельфии. В более старшем возрасте он уже ездил на фургоне в соседние с Филадельфией города с целью увеличения рынка сбыта, на практике осваивая искусство прямых продаж.
Началом самостоятельной карьеры предпринимателя принято считать весну 1891 года. В неполные 30 лет Уильям Ригли переезжает из Филадельфии в Чикаго, по легенде, обладая скромным капиталом в 32 доллара. Он основал одноимённую компанию для продажи мыла Wrigley Scoring, которое производил его отец. Для стимулирования продаж он предлагал покупателям в подарок различные товары, среди которых был пекарский порошок. Заметив, что стимулирующий товар пользуется бо́льшим спросом, нежели мыло, он переключился на продажи пекарского порошка.
В 1892 году Уильям Ригли каждому покупателю, купившему банку пекарской муки, предлагает в подарок два пакетика жевательной резинки. Он обращает внимание, что жвачка популярна у американцев, но в промышленных масштабах данная индустрия ещё не развита — производством жевательной резинки занимается примерно дюжина некрупных компаний. Уильям Ригли решает переориентировать свой бизнес на производство жвачки. Первые жевательные резинки, выпущенные под названием Lotta и Vassar, приходятся по вкусу покупателям. В 1893 году на рынок выходят популярные до сих пор марки Juicy Fruit и чуть позже — Wrigley's Spearmint.

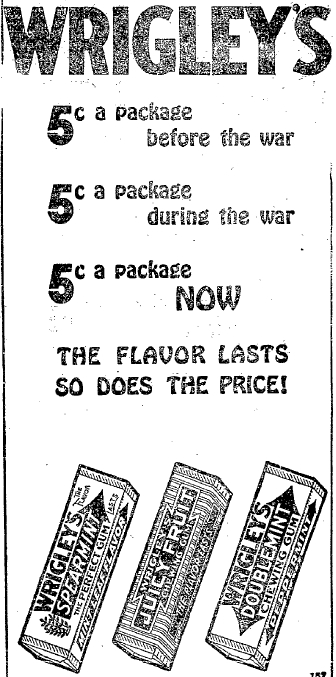
Реклама в газете города Аплтон

В первые годы своего существования Wrigley находилась в ряду других ничем не примечательных производителей, пытаясь выжить в тяжёлой маркетинговой борьбе марок. Компания неоднократно была под угрозой краха. Уильяму Ригли приходилось много трудиться. Лично продавая товар своей фирмы, он внимательно изучал потребности клиентов, исходя из которых генерировались креативные идеи. Основным стимулом приобретения товара при этом оставался приём «подарок за покупку». Для этого Wrigley даже издавал специальный каталог со списком различных предложений (от ламп до лезвий для бритья), чтобы помочь покупателям определиться с выбором. Уильям Ригли стал одним из первых, кто начал активно использовать рекламу в продвижении отдельных видов товара. В ход шли газеты, журналы, плакаты, уличная реклама. В 1906 году он проводит широкомасштабную акцию в трёх городах: Буффало, Рочестер, Сиракьюс. Девушки-промоутеры в яркой форме с фирменной символикой Wrigley бесплатно раздавали жвачку прохожим на улицах. Реклама жвачки появилась на бортах трамваев и омнибусов. В это же время совершенствуется технология производства и упаковывания продукции: например, именно Уильям Ригли придумал разделить традиционные брусочки жевательной резинки на пять отдельных пластинок, каждая из которых заворачивалась в вощёную бумагу. В начале 30-х годов XX века Уильям Ригли придумал ещё один маркетинговый ход: в упаковку жевательной резинки стали класть вкладыш. Это были яркие цветные картинки, на которых изображались герои комиксов, чемпионы бейсбола и экзотические животные. Расчёт был прежде всего на несовершеннолетнюю аудиторию, и он оправдался: дети стали покупать жвачку ещё и ради того, что получить новые вкладыши, которые сразу же стали предметом коллекционирования и обмена.
Благодаря агрессивной рекламе торговая марка Wrigley приобретает широкую известность, компания быстро растёт. Ригли открывает фабрики за пределами США: в Канаде (1910) и Великобритании (1927).
В 1919 году Уильям преобразовывает Wrigley в компанию открытого типа. И уже в 1923 году она впервые появляется в листинге Нью-Йоркской фондовой биржи.
Уильям Ригли умер в 1932 году в Финиксе, похоронен на острове Санта-Каталина. Однако через десять лет он был перезахоронен на кладбище Форест-Лаун в калифорнийском городе Глендейл — в связи с неожиданным нападением Японии на США возникла угроза атаки и захвата острова.
На момент смерти своего основателя Wrigley была уже крупной и быстро растущей корпорацией. До сих пор девизом компании являются слова её основателя: «Даже такой маленький продукт, как жевательная резинка, должен обладать безупречным качеством».

### Остров Каталина

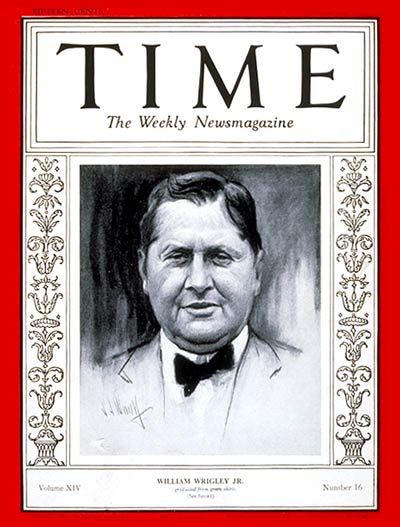
Уильям Ригли на обложке журнала Time

Уильям Ригли сыграл большую роль в истории развития острова Санта-Каталина, который находится в Тихом океане близ берегов Калифорнии. В 1919 году он приобрёл контрольный пакет акций компании Santa Catalina Island Company, в числе активов которой был и остров. Перед покупкой он вместе с женой и сыном посетил остров и сразу же влюбился в него. Уильям Ригли много сделал для того, чтобы превратить остров в комфортное место для жизни и отдыха: были возведены казино (в 1929 году) и порт для приёма кораблей, курсировавших до городов Калифорнии, произведено искусственное озеленение ландшафта, построены многочисленные объекты инфраструктуры. В 1927 году были разработаны карьеры, добывающие глину и кварц, которым богаты недра Санта-Каталины. Компания, основанная для добычи этих полезных ископаемых и изготовления из них строительных материалов, дала работу местным жителям и обеспечила Wrigley стройматериалами для реализации собственных строительных проектов на острове. Кроме того, большой заслугой Уильяма Ригли стали проекты по сохранению природы Санта-Каталины.
По завещанию, Уильям Ригли был похоронен на острове Санта-Каталина в мавзолее в ботаническом саду близ собственного особняка. В 1942 году в связи возможной угрозой острову со стороны японского флота, тело основателя Wrigley было перезахоронено в континентальной Калифорнии, но до сих пор место первого захоронения Уильяма Ригли на острове Санта-Каталина украшает памятник.

### Другие проекты
В 1916 году Уильям Ригли купил миноритарный пакет в бейсбольной команде «Чикаго Кабс». В 1921 году он уже имел контрольный пакет акций клуба. В 1926 году домашний стадион «Чикаго Кабс» был переименован в «Ригли Филд» и под этим названием до сих пор существует в качестве арены клуба Национальной лиги. С таким же названием существовал бейсбольный стадион в Лос-Анжделесе, который был построен в 1925 году и являлся домашней ареной для бейсбольной команды низших лиг «Los Angeles Angels».

## Династия Ригли
Состояние отца унаследовали его дети — дочь Дороти Ригли-Оффилд и сын Филип Кей Ригли (1894–1977), который в течение 45 лет после смерти отца возглавлял корпорацию Wrigley. Внук Уильяма и сын Филипа Ригли, называемый Уильям Ригли III (1933—1999), также был президентом семейной компании. В настоящее время президентом Wrigley является правнук основателя компании Уильям Ригли Младший II (р. 1963).